# Impresora de línea
La impresora de líneas es un tipo de impresora que imprime línea por línea; en oposición a las impresoras que imprimen carácter por carácter, como es el caso de las impresoras matriciales estándar, o bien página por página, como ocurre con las impresoras láser.
Son dispositivos de alta velocidad que a menudo se usan con grandes sistemas informáticos, minicomputadoras o equipos conectados en red, pero no con sistemas utilizados por un único usuario.
Entre los distintos tipos de impresoras de líneas se encuentran: las impresoras de cadena y las impresoras de banda.
La abreviatura LPT significaba originalmente line printer o impresora de líneas. En microcomputadoras se usa a menudo la misma abreviatura para referirse al puerto o puertos paralelos de la computadora.